# إلتنوسن

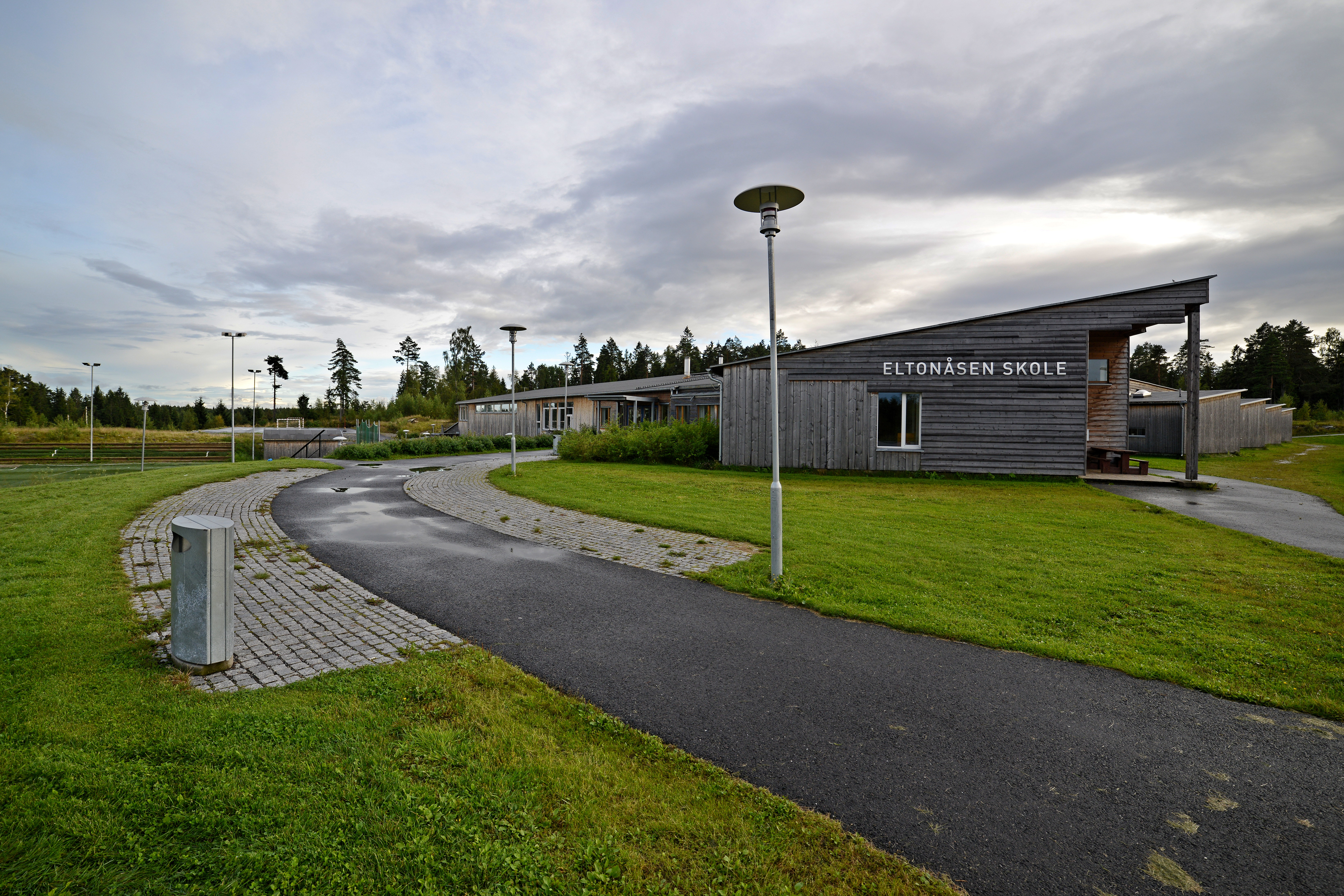
مدرسة في إلتنسن

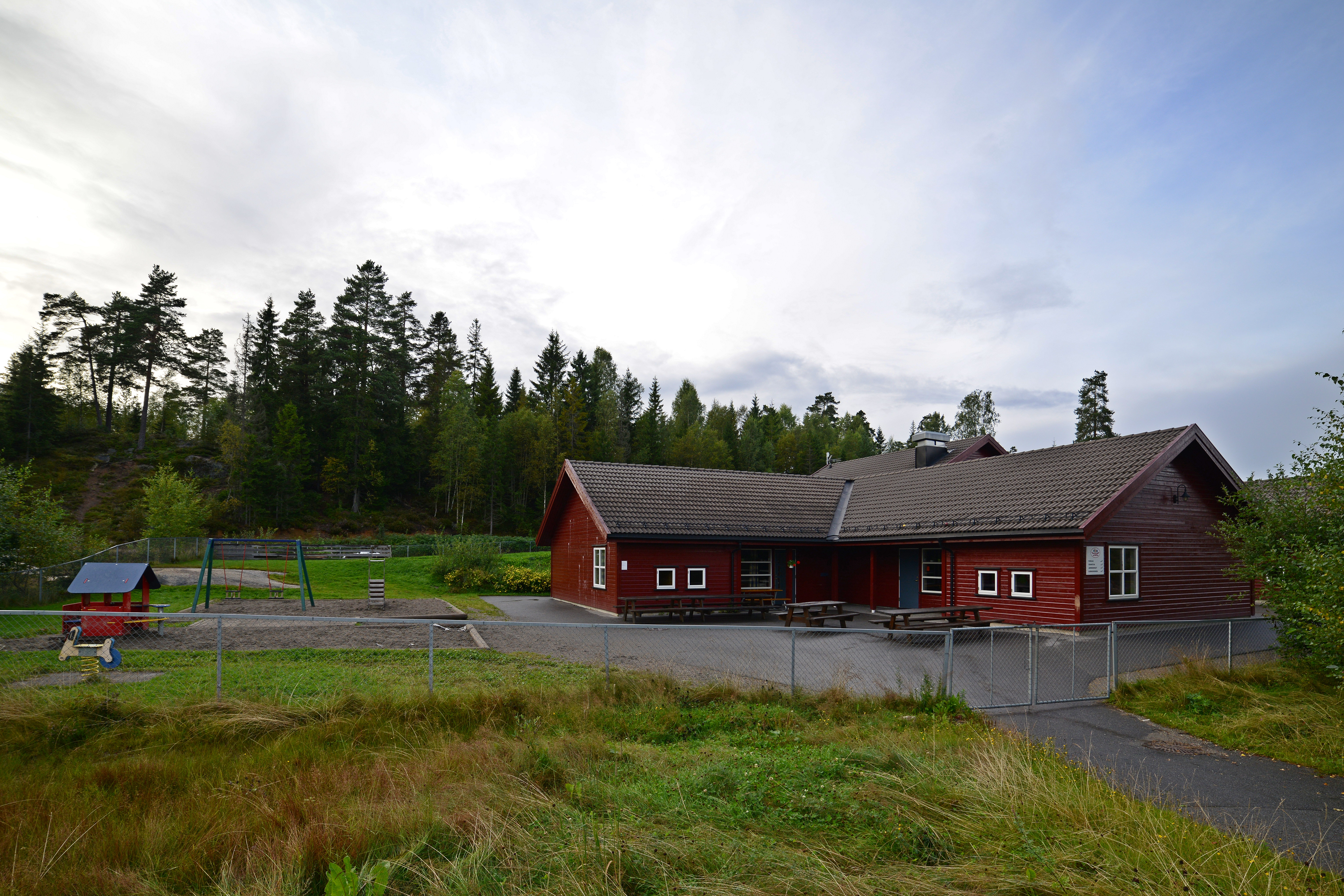
روضة أطفال في إلتنسن

إلتنوسن (بالنرويجية: Eltonåsen) هي قرية تابعة لبلدية نانستاد في مقاطعة آكرشوس، النرويج. تقع القرية بالتحديد في هولتر في جنوب نانستاد غرب لوكنفلتت. ويبلغ عدد سكانها 1080 حسب تعداد عام 2016.